# Zsolt Baumgartner
Zsolt Baumgartner [ʒolt ˈbɒumɡɒrtnɛr] (* 1. Januar 1981 in Debrecen) ist ein ehemaliger  ungarischer Automobilrennfahrer. Er startete 2003 und 2004 in der Formel 1.

## Karriere
Baumgartner begann seine Karriere im Jahr 1994 im Kartsport. Im Jahr 1997 wechselte er in die Deutsche Formel Renault Meisterschaft und fuhr seitdem in mehreren Formelrennserien. Sein bestes Ergebnis konnte er 1999, mit einer dritten Gesamtplatzierung, beim Formel Renault Eurocup erreichen.
Baumgartner fuhr in der Formel-1-Weltmeisterschaft 2004 für Minardi, nachdem er 2003 zwei Rennen für Jordan bestritten hatte. In seiner Karriere war ein achter Platz beim Großen Preis der USA auf dem Indianapolis Motor Speedway 2004 sein größter Erfolg; er sammelte damit einen WM-Punkt.

## Statistik

### Statistik in der Formel 1

#### Gesamtübersicht
| Saison | Team                   | Chassis       | Motor                 | Rennen | Siege | Zweiter | Dritter | Poles | schn. Rennrunden | Punkte | WM-Pos. |
| ------ | ---------------------- | ------------- | --------------------- | ------ | ----- | ------- | ------- | ----- | ---------------- | ------ | ------- |
| 2003   | Jordan Ford            | Jordan EJ13   | Ford 3.0 V10          | 2      | −     | −       | −       | −     | −                | −      | 24.     |
| 2004   | Wilux Minardi Cosworth | Minardi PS04B | Ford Cosworth 3.0 V10 | 18     | −     | −       | −       | −     | −                | 1      | 20.     |
| Gesamt | Gesamt                 | Gesamt        | Gesamt                | 20     | −     | −       | −       | −     | −                | 1      |         |

#### Einzelergebnisse
| Saison | 1  | 2   | 3  | 4   | 5 | 6  | 7  | 8 | 9   | 10  | 11 | 12  | 13  | 14 | 15 | 16  | 17 | 18 |
| ------ | -- | --- | -- | --- | - | -- | -- | - | --- | --- | -- | --- | --- | -- | -- | --- | -- | -- |
| 2003   |    |     |    |     |   |    |    |   |     |     |    |     |     |    |    |     |    |    |
|        |    |     |    |     |   |    |    |   |     |     |    | DNF | 11  |    |    |     |    |    |
| 2004   |    |     |    |     |   |    |    |   |     |     |    |     |     |    |    |     |    |    |
| DNF    | 16 | DNF | 15 | DNF | 9 | 15 | 10 | 8 | DNF | DNF | 16 | 15  | DNF | 15 | 16 | DNF | 16 |    |

| Legende  | Legende            | Legende                                                          |
| Farbe    | Abkürzung          | Bedeutung                                                        |
| -------- | ------------------ | ---------------------------------------------------------------- |
| Gold     | –                  | Sieg                                                             |
| Silber   | –                  | 2. Platz                                                         |
| Bronze   | –                  | 3. Platz                                                         |
| Grün     | –                  | Platzierung in den Punkten                                       |
| Blau     | –                  | Klassifiziert außerhalb der Punkteränge                          |
| Violett  | DNF                | Rennen nicht beendet (did not finish)                            |
| Violett  | NC                 | nicht klassifiziert (not classified)                             |
| Rot      | DNQ                | nicht qualifiziert (did not qualify)                             |
| Rot      | DNPQ               | in Vorqualifikation gescheitert (did not pre-qualify)            |
| Schwarz  | DSQ                | disqualifiziert (disqualified)                                   |
| Weiß     | DNS                | nicht am Start (did not start)                                   |
| Weiß     | WD                 | zurückgezogen (withdrawn)                                        |
| Hellblau | PO                 | nur am Training teilgenommen (practiced only)                    |
| Hellblau | TD                 | Freitags-Testfahrer (test driver)                                |
| ohne     | DNP                | nicht am Training teilgenommen (did not practice)                |
| ohne     | INJ                | verletzt oder krank (injured)                                    |
| ohne     | EX                 | ausgeschlossen (excluded)                                        |
| ohne     | DNA                | nicht erschienen (did not arrive)                                |
| ohne     | C                  | Rennen abgesagt (cancelled)                                      |
| ohne     | keine WM-Teilnahme |                                                                  |
| sonstige | P/fett             | Pole-Position                                                    |
| sonstige | 1/2/3/4/5/6/7/8    | Punktplatzierung im Sprint-/Qualifikationsrennen                 |
| sonstige | SR/kursiv          | Schnellste Rennrunde                                             |
| sonstige | *                  | nicht im Ziel, aufgrund der zurückgelegten Distanz aber gewertet |
| sonstige | ()                 | Streichresultate                                                 |
| sonstige | unterstrichen      | Führender in der Gesamtwertung                                   |